# Острые козырьки
«О́стрые козырьки́» (англ. Peaky Blinders) — британский криминальный драматический сериал, созданный Стивеном Найтом в 2013 году для телеканала BBC Two и рассказывающий о деятельности преступного клана Шелби в Бирмингеме в 1920-е годы. Вышедший в 2022 году шестой сезон стал последним, на 2024 год запланированы съёмки продолжения в формате полнометражного фильма.
Сериал собрал огромную аудиторию, был удостоен высоких оценок критиков и ряда наград, лёг в основу многочисленных интернет-мемов.
Английский издатель компьютерных игр Curve Digital выпустил игру в честь сериала под названием Peaky Blinders: Mastermind (2020).

## История создания
Стивен Найт описывал историю создания сериала так: «За основу сериала взяты реальные события, происходившие в первой половине XX века. Мои родители, особенно мой отец, частенько вспоминал те времена, когда ему было 10 лет. Они хорошо одевались, были богаты, их боялись и уважали в районе, и они были бандитами! В некотором смысле я хочу, чтобы „Острые козырьки“ были своего рода взглядом на мир глазами 10-летнего ребёнка, который видит, что люди умнее, и сильнее, и красивее, и лошади больше. И вообще, весь мир большой и пугающий».
«Острые козырьки» — гангстерская сага о группировке цыганских бандитов из Бирмингема, основанная на реальных событиях. Острыми козырьками называли молодёжную банду, которая орудовала в конце XIX века в Англии.
По одной из версий, группировка получила своё название потому, что парни якобы вшивали отточенные лезвия в козырьки своих кепок, по другой, они просто одевались в манчестерском стиле, одним из элементов которого была кепка, и её зауженный козырёк создавал видимость острого лезвия.
Члены банды, увлечённые культом преемственности, стремились защищать интересы своей семьи. Главой избирался тот, кто, по мнению семьи, принесёт клану наибольшую выгоду. По заявлениям историков, «Острые козырьки» и некоторые другие банды не были похожи на обычных вооружённых головорезов — у них была особая манера одеваться, свой кодекс чести и поведения.

## Сюжет
Бирмингем, 1919 год. С войны вернулись члены банды «Острые козырьки» — братья Шелби. Артур Шелби (Пол Андерсон), старший брат, представляется всем главарём банды, хотя настоящим главарём является Томас Шелби (Киллиан Мёрфи) — средний брат, он ведёт все дела группировки. Томас всеми силами старается легализовать семейный бизнес. Кровных братьев Шелби четверо — Артур, Томас, Джон и Финн Шелби, однако членов банды «Острых козырьков» намного больше.
В послевоенные годы Томас кардинально изменился. Он забыл, что значит любить, пока не появилась Грейс, работающая в местном пабе и, в то же время, на нового начальника полиции — инспектора Кэмпбелла. Когда в городе появляется новый начальник полиции, дела Шелби осложняются. Инспектор Честер Кэмпбелл (Сэм Нилл), имеющий особое задание от Уинстона Черчилля (Энди Найман) — расследовать хищение пулемётов с казённого военного завода, со всей решительностью начинает зачистку города от преступности — в первую очередь от всемогущей банды «Острые козырьки». Он жестоко допрашивает главаря банды, но безуспешно. Его агент, устроившись барменом в паб, контролируемый (и часто посещаемый) членами банды, помогает расследованию.
Два года спустя после событий первого сезона, в 1921 году, банда «Острые Козырьки» пытается расширить своё влияние на север и юг Англии, оставляя Бирмингем в качестве штаб-квартиры. Однако эти области не пусты. Здесь бушует война между итальянской и еврейской мафией. Параллельно Томас Шелби оказывается втянут в заговор фениев и тайной британской службы, возглавляемой старым знакомым.
Действия третьего сезона сериала происходят в 1924 году. Влияние банды «Острые Козырьки» всё растёт. Теперь они готовы взяться за международный бизнес. Однако интриги становятся всё сложнее и риск потерять всё — гораздо выше. Новыми «деловыми партнёрами» станут русские. Банда Томми планирует ограбить оружейный завод. Огромное количество оружия нужно русским, чтобы бороться с коммунизмом в Тбилиси. Однако Томасу Шелби и всей его банде грозит новая опасность, заставляя его подвергать сомнению все свои амбиции и желания.
После событий третьего сезона банда «Острые Козырьки» практически распалась. Майкл вернулся на работу в компанию Шелби, Джон и Артур купили загородные дома и пытались жить тихой жизнью, а Полли стали преследовать духи мёртвых (причиной этого послужило то, что всю четверку — Майкл, Джон, Артур, Полли — приговорили к повешению, но в последний момент приговор отменили). В канун Рождества 1925 года члены семейства Шелби стали получать загадочные письма, Томми стало понятно, что им всем угрожает опасность.
Лука Чангретта (Эдриен Броуди), глава сицилийской мафии, приехал из Нью-Йорка, чтобы отомстить за смерть своего отца и расправиться с каждым членом семьи Шелби в отдельности, и первыми жертвами стали Джон и Майкл (Джон погиб, а Майкл получил тяжёлое ранение и полсезона провёл в больнице). Семья Шелби собирается в Смолл-Хит, в Бирмингеме. Всем им придется отложить спор, чтобы вместе бороться за своё выживание.
В пятом сезоне мир погрузился в смятение из-за финансового краха 29 октября 1929 года. Когда к Томми, который теперь член парламента, обращается харизматичный политик со смелым видением Британии, он понимает, что его ответ повлияет не только на будущее его семьи, но и на будущее всей страны.
В шестом сезоне действия происходят в 1933 году. Томми теряет нескольких членов семьи. Дочь Томаса — Руби — страдает туберкулёзом, у самого Томми позже обнаруживается туберкулёма, а Артур впадает в сильную зависимость от наркотиков. Майкл с трудом переживает гибель матери и винит в этом Томми. В конце сезона Майкл заходит слишком далеко. Пытаясь ссадить Артура с наркотиков, Томми обращается к старой знакомой.

## В ролях
= Главные роли
     = Второстепенные роли
Основной состав
| Актёр              | Персонаж                                   | Появление в сезонах | Появление в сезонах | Появление в сезонах | Появление в сезонах | Появление в сезонах | Появление в сезонах | Появление в сезонах |
| Актёр              | Персонаж                                   | 1                   | 2                   | 3                   | 4                   | 5                   | 6                   | Всего эпизодов      |
| ------------------ | ------------------------------------------ | ------------------- | ------------------- | ------------------- | ------------------- | ------------------- | ------------------- | ------------------- |
| Киллиан Мёрфи      | Томас «Томми» Шелби                        | 6                   | 6                   | 6                   | 6                   | 6                   | 6                   | 36                  |
| Хелен Маккрори     | Элизабет «Полли» Грей                      | 6                   | 6                   | 6                   | 6                   | 6                   | -                   | 30                  |
| Пол Андерсон       | Артур Шелби                                | 6                   | 6                   | 6                   | 6                   | 6                   | 6                   | 36                  |
| Софи Рандл         | Эйда Шелби (Торн)                          | 6                   | 6                   | 6                   | 6                   | 6                   | 6                   | 36                  |
| Джо Коул           | Джон Шелби                                 | 6                   | 6                   | 6                   | 2                   | -                   | -                   | 20                  |
| Аннабелль Уоллис   | Грейс Бёрджесс (Шелби)                     | 6                   | 3                   | 3                   | -                   | 5                   | -                   | 17                  |
| Сэм Нилл           | Честер Кэмпбелл                            | 6                   | 6                   | -                   | -                   | -                   | -                   | 12                  |
| Элфи Эванс-Мис     | Финн Шелби                                 | 6                   | -                   | -                   | -                   | -                   | -                   | 6                   |
| Гарри Киртон       | Финн Шелби                                 | -                   | 6                   | 5                   | 5                   | 5                   | 4                   | 25                  |
| Иддо Голдберг      | Фредди Торн                                | 6                   | -                   | -                   | -                   | -                   | -                   | 6                   |
| Нед Деннехи        | Чарли Стронг                               | 6                   | 5                   | 6                   | 4                   | 4                   | 4                   | 29                  |
| Бенджамин Зефанайя | Иеремия «Джимми» Иисус                     | 3                   | 3                   | 1                   | 2                   | 2                   | 3                   | 14                  |
| Чарли Крид-Майлз   | Билли Кимбер                               | 4                   | -                   | -                   | -                   | -                   | -                   | 4                   |
| Наташа О’Кифф      | Лиззи Старк (Шелби)                        | 1                   | 5                   | 3                   | 6                   | 5                   | 6                   | 26                  |
| Пэки Ли            | Джонни Догс                                | 3                   | 3                   | 4                   | 5                   | 4                   | 4                   | 23                  |
| Финн Коул          | Майкл Грей                                 | -                   | 5                   | 6                   | 6                   | 6                   | 4                   | 27                  |
| Шарлотта Райли     | Мэй Фитц Карлтон                           | -                   | 4                   | -                   | 2                   | -                   | -                   | 6                   |
| Том Харди          | Альфи Соломонс                             | -                   | 5                   | 2                   | 3                   | 1                   | 2                   | 13                  |
| Ноа Тейлор         | Дарби Сабини                               | -                   | 6                   | -                   | -                   | -                   | -                   | 6                   |
| Эйми-Фион Эдвардс  | Эсми Ли (Шелби)                            | 3                   | 5                   | 4                   | 2                   | -                   | 2                   | 16                  |
| Пэдди Консидайн    | отец Джон Ходжес                           | -                   | -                   | 4                   | -                   | -                   | -                   | 4                   |
| Александр Сиддиг   | Рубен Оливер                               | -                   | -                   | 6                   | -                   | -                   | -                   | 6                   |
| Гайте Янсен        | Великая Княгиня Татьяна Петровна Романова  | -                   | -                   | 6                   | -                   | -                   | -                   | 6                   |
| Ян Бейвут          | Великий Князь Леонид Петрович Романов      | -                   | -                   | 4                   | -                   | -                   | -                   | 4                   |
| Дина Корзун        | Великая Княгиня Изабелла Петровна Романова | -                   | -                   | 4                   | -                   | -                   | -                   | 4                   |
| Йен Пек            | Кудряш                                     | 5                   | 5                   | 6                   | 4                   | 3                   | 4                   | 27                  |
| Кейт Филлипс       | Линда Шелби                                | -                   | -                   | 5                   | 5                   | 5                   | 2                   | 17                  |
| Чарли Мёрфи        | Джесси Иден                                | -                   | -                   | -                   | 6                   | 2                   | 1                   | 9                   |
| Эдриен Броуди      | Лука Чангретта                             | -                   | -                   | -                   | 6                   | -                   | -                   | 6                   |
| Эйдан Гиллен       | Аберама Голд                               | -                   | -                   | -                   | 4                   | 6                   | -                   | 10                  |
| Джек Рован         | Бонни Голд                                 | -                   | -                   | -                   | 4                   | 1                   | -                   | 5                   |
| Джордан Болджер    | Исайя Иисус                                | -                   | 3                   | 5                   | 5                   | -                   | -                   | 13                  |
| Дэрил Маккормак    | Исайя Иисус                                | -                   | -                   | -                   | -                   | 6                   | 5                   | 11                  |
| Кингсли Бен-Адир   | полковник Бен Янгер                        | -                   | -                   | -                   | 1                   | 4                   | -                   | 5                   |
| Энди Найман        | Уинстон Черчилль                           | 3                   | -                   | -                   | -                   | -                   | -                   | 3                   |
| Ричард Маккейб     | Уинстон Черчилль                           | -                   | 2                   | -                   | -                   | -                   | -                   | 2                   |
| Нил Мэскелл        | Уинстон Черчилль                           | -                   | -                   | -                   | -                   | 2                   | 1                   | 3                   |
| Аня Тейлор-Джой    | Джина Грей                                 | -                   | -                   | -                   | -                   | 6                   | 5                   | 11                  |
| Брайан Глисон      | Джимми МакКаверн                           | -                   | -                   | -                   | -                   | 5                   | -                   | 5                   |
| Сэм Клафлин        | Освальд Мосли                              | -                   | -                   | -                   | -                   | 6                   | 5                   | 11                  |
| Космо Джарвис      | Барни Томасон                              | -                   | -                   | -                   | -                   | 2                   | -                   | 3                   |
| Эндрю Кодзи        | Бриллиант Чанг                             | -                   | -                   | -                   | -                   | 2                   | -                   | 2                   |
| Шарлин Маккенна    | Лора МакКей / капитан Свинг                | -                   | -                   | -                   | -                   | 1                   | 4                   | 5                   |
| Джеймс Фрешвилл    | Джек Нельсон                               | -                   | -                   | -                   | -                   | -                   | 4                   | 4                   |
| Эмбер Андерсон     | Диана Митфорд                              | -                   | -                   | -                   | -                   | -                   | 5                   | 5                   |
| Стивен Грэм        | Хейден Стэгг                               | -                   | -                   | -                   | -                   | -                   | 2                   | 2                   |
| Конрад Хан         | Дюк Шелби                                  | -                   | -                   | -                   | -                   | -                   | 3                   | 3                   |

## Эпизоды
| Сезон | Серии | Серии | Даты показа      | Даты показа      | Даты показа | Зрители в Великобритании (в миллионах) |
| Сезон | Серии | Серии | Первая серия     | Последняя серия  | Канал       | Зрители в Великобритании (в миллионах) |
| ----- | ----- | ----- | ---------------- | ---------------- | ----------- | -------------------------------------- |
| 1     | 6     | 6     | 12 сентября 2013 | 17 октября 2013  | BBC Two     | 2,38                                   |
| 2     | 6     | 6     | 2 октября 2014   | 6 ноября 2014    | BBC Two     | 2,18                                   |
| 3     | 6     | 6     | 5 мая 2016       | 9 июня 2016      | BBC Two     | 2,38                                   |
| 4     | 6     | 6     | 15 ноября 2017   | 20 декабря 2017  | BBC Two     | 3,35                                   |
| 5     | 6     | 6     | 25 августа 2019  | 22 сентября 2019 | BBC One     | 5,87                                   |
| 6     | 6     | 6     | 27 февраля 2022  | 3 апреля 2022    | BBC One     | 5,42                                   |

1. ↑  Средний рейтинг для первых двух сезонов был рассчитан с использованием 7-дневных просмотров, а для последних трёх сезонов — с использованием 28-дневных просмотров.

### Сезон 1 (2013)
| № общий | № в сезоне | Название   | Режиссёр     | Автор сценария              | Дата премьеры    | Зрители UK (млн) |
| --- | ---------- | ---------- | ------------ | --------------------------- | ---------------- | ---------------- |
| 1 | 1          | «Эпизод 1» | Отто Баферст | Стивен Найт                 | 12 сентября 2013 | 3.05             |
| 1919 год, Великобритания. Только что закончилась Первая мировая война. Многие ветераны — без работы, разочарованы жизнью, страдают от посттравматического синдрома. В народе царят прокоммунистические настроения: периодически бастуют шахтёры и рабочие заводов. Скоро начнётся война за независимость Ирландии, и движение ИРА весьма активно. В городе Бирмингеме рабочие кварталы вокруг завода контролирует семейная банда Шелби, членов которой прозвали «Острыми козырьками» из-за оригинального способа использовать в качестве скрытого оружия кепки, в козырьки которых вшиты бритвенные лезвия. Шелби — рэкетиры и подпольные букмекеры. Глава банды и её «мозг» — ветеран Томас Шелби — вместе с братьями по ошибке крадёт с заводского склада партию экспортного оружия, что превращает банальную кражу в преступление политического масштаба. Для расследования инцидента Уинстон Черчилль направляет в Бирмингем сурового и безжалостного инспектора Кэмпбелла, который готовит карательную операцию. |            |            |              |                             |                  |                  |
| 2 | 2          | «Эпизод 2» | Отто Баферст | Стивен Найт                 | 19 сентября 2013 | 2.45             |
| Томми, Артур и их брат Джон Шелби встречаются с конкурирующей бандой Ли, чтобы посмотреть на лошадь для следующей гонки. Ли оскорбляют Острых козырьков и начинается драка. Специальный отряд инспектора Кэмпбелла начинает внезапную облаву в поисках оружия. Фредди и Эйда убегают, но Фредди вынужден покинуть город. Инспектор Кэмпбелл выясняет отношения с Полли и устраивает рейд на все заведения Острых козырьков. В отместку Томми договаривается с репортёром написать о сожжении портрета короля, что побуждает Черчилля оказать давление на инспектора Кэмпбелла. Томми встречается с инспектором Кэмпбеллом и ставит ему ультиматум: если Острые козырьки оставят в покое, он вернёт оружие, но если инспектор Кэмпбелл вмешается в его планы, Томми отправит оружие ИРА и подорвёт работу инспектора Кэмпбелла в Белфасте. Инспектор Кэмпбелл соглашается, но приказывает Грейс сблизиться с Томми и выяснить местонахождение оружия. Полли понимает, что Эйда беременна и сообщает об этом Томми, который угрожает убить Фредди, но затем приказывает Фредди увезти Эйду. Вместо этого Фредди делает предложение Эйде и решает остаться в городе. Билли Кимбер и его люди противостоят Острым козырькам, но Томми убеждает их объединить усилия в борьбе с Ли. |            |            |              |                             |                  |                  |
| 3 | 3          | «Эпизод 3» | Отто Баферст | Стивен Найт                 | 26 сентября 2013 | 2.20             |
| Эйда и Фредди женятся; Полли даёт им деньги, чтобы они покинули страну. Несмотря на все усилия Томми держать информацию об оружии в тайне, люди продолжают узнавать об оружии, в том числе два члена ИРА. Грейс подслушивает, как они пытаются шантажировать Томми и следует за одним из них, но тот нападает на Грейс. Ей удаётся застрелить нападавшего в порядке самообороны. Томми предупреждает Билли Кимбера, что Ли снова ограбят букмекеров Билли Кимбера на скачках. Томми приводит Грейс в качестве своей девушки на скачки в Челтнеме, пытаясь отвлечь Билли Кимбера, а также убедить его, что он должен нанять Острых козырьков в качестве своей охраны. Билли Кимбер соглашается при условии, что он проведёт некоторое время наедине с Грейс, на что Томми даёт добро. В последнюю минуту он передумывает и говорит, что Грейс на самом деле проститутка, больная сифилисом. Фредди решает, что Томми не сможет его напугать и возвращается. |            |            |              |                             |                  |                  |
| 4 | 4          | «Эпизод 4» | Том Харпер   | Стивен Найт, Стивен Расселл | 3 октября 2013   | 2.31             |
| Томми делает свой бизнес законным, получив лицензию на ставки. Хотя Томми не совсем доверяет Грейс и относится к ней с подозрением, он нанимает её своим секретарём. Джон созывает банду, чтобы сказать, что хочет жениться на Лиззи Старк, местной проститутке. Томми не одобряет, потому что не считает, что Лиззи отказалась от своей прежней профессии. Его подозрения подтверждаются, когда он просит её об услугах в качестве проверки и та соглашается. Ли грабят игорный дом Острых козырьков в отместку за то, что Острые козырьки защищали букмекеров Билли Кимбера на скачках. Томми решает заключить перемирие с Ли, чтобы у него был союзник против Билли Кимбера, и женит Джона на дочери Ли, Эсме, чтобы заключить соглашение. Эйда приходит на свадьбу и вскоре после этого у неё начинаются роды. Фредди приходит посмотреть на новорождённого, но его арестовывают. |            |            |              |                             |                  |                  |
| 5 | 5          | «Эпизод 5» | Том Харпер   | Стивен Найт, Тоби Финлэй    | 10 октября 2013  | 2.03             |
| Полагая, что Томми предал Фредди, Эйда не хочет видеть семью Шелби и общаться с ними. Артур Шелби-старший, бросивший семью Шелби десять лет назад, возвращается в город. Томми не хочет иметь с ним ничего общего, но Артур считает, что отец изменился. Он даёт Артуру-старшему крупную сумму денег на строительство отелей в Соединённых Штатах, но Артур-старший сбегает с деньгами. Член ИРА начинает расспрашивать о человеке, убитом Грейс. Томми и Грейс убивают других членов ИРА. Влюбившись в Томми, Грейс говорит инспектору Кэмпбеллу, что, если она скажет ему, где оружие, тот должен оставить семью Шелби в покое. Грейс подозревает, что оружие зарыто в фальшивой могиле, после того, как обнаружила, что Дэнни на самом деле не мёртв. Грейс выдает место инспектору Кэмпбеллу и уходит со службы Короне. Инспектор Кэмпбелл предлагает Грейс выйти за него замуж, но она отвергает его предложение. Томми и Грейс впервые занимаются любовью, за ними издалека тайно наблюдает инспектор Кэмпбелл. Артур пытается покончить жизнь самоубийством путём повешения, но выживает, так как верёвка рвётся. |            |            |              |                             |                  |                  |
| 6 | 6          | «Эпизод 6» | Том Харпер   | Стивен Найт                 | 17 октября 2013  | 2.24             |
| Инспектор Кэмпбелл подтверждает Черчиллю, что Грейс заслуживает похвалы за её участие в поиске пропавшего оружия. Полли встречается с Грейс, чтобы сказать, что она знает секрет Грейс и никогда не простит её. Острые козырьки во главе с Дэнни вызволяют Фредди из тюрьмы. Томми собирает Острых козырьков и Ли, чтобы сразиться с людьми Билли Кимбера на дороге, но Билли Кимбер застаёт Острых козырьков врасплох возле их дома, и те оказывается в меньшинстве. Фредди помогает Острым козырькам, появившись с пулемётом из партии украденного оружия, но Эйда входит в самый центр противостояния, пытаясь установить мир. Билли Кимбер открывает огонь по Острым козырькам, убивая Дэнни и ранив Томми. Томми, в свою очередь, убивает Билли Кимбера. Томми встречает Грейс, и она говорит ему, что любит его и уезжает на несколько дней в Лондон; у неё есть идея, как они могут быть вместе. Томми пишет письмо и подбрасывает монетку, чтобы решить, поедет ли он с Грейс. В это время инспектор Кэмпбелл подходит к Грейс на вокзале и направляет на неё свой пистолет. Когда сцена затемняется, раздаётся выстрел. |            |            |              |                             |                  |                  |

### Сезон 2 (2014)
| № общий | № в сезоне | Название   | Режиссёр      | Автор сценария | Дата премьеры   | Зрители UK (млн) |
| --- | ---------- | ---------- | ------------- | -------------- | --------------- | ---------------- |
| 7 | 1          | «Эпизод 1» | Колм МакКарти | Стивен Найт    | 2 октября 2014  | 2.31             |
| Грейс стреляет в инспектора Кэмпбелла и уходит. Два года спустя паб «Гарнизон» взрывают, в это время Острые козырьки находятся на похоронах Фредди. Томми просит Эйду вернуться домой, так как он планирует расширение в Лондоне. Томми отправляется к «Черному льву», чтобы разобраться с организаторами взрыва. Вместо этого его ведут на встречу с ИРА и просят кое-кого убить, на что Томми соглашается. Томми уведомляют, что инспектор Кэмпбелл, ныне майор британской секретной разведывательной службы, возвращается в Бирмингем. Острые козырьки проводят встречу по поводу расширения букмекерского бизнеса, во время которой у Полли и Эсме возникают опасения. Тем не менее, Томми, Артур и Джон решают познакомиться с лондонской сценой и в конечном итоге устраивают драку в клубе Дарби Сабини. Полли обращается к медиуму за информацией о своих детях, которых у неё забрали власти. Томми нанимает Лиззи своим секретарем. В отместку за инцидент в клубе Сабини приказывает своим головорезам похитить и изнасиловать Эйду, а также избить Томми до полусмерти. Кэмпбелл вмешивается до того, как Сабини и его люди успевают прикончить Томми, ранее договорившись с Черчиллем, что Томми будет им полезен. |            |            |               |                |                 |                  |
| 8 | 2          | «Эпизод 2» | Колм МакКарти | Стивен Найт    | 9 октября 2014  | 2.18             |
| Кэмпбелл навещает Томми в больнице и сообщает, что он знает об убийстве, которое Томми совершил для ИРА, и что Томми некоторое время находился под наблюдением. Томми раньше времени уходит из больницы и плывет на барже в Лондон. Он встречается со злобным главарем еврейской банды Альфи Соломонсом в Камден-Тауне. Томми с трудом убеждает Альфи, что он должен объединиться с Острыми козырьками против Сабини. Томми покупает дома Полли и Эйды, чтобы отмыть деньги. Эсме рассказала Томми о том, что Полли пытается найти своих детей. Томми сообщает Полли, что её дочь мертва, но ему удалось найти её сына Майкла. К сожалению, по закону Полли не может видеться с Майклом, пока ему не исполнится 18 лет. Флешбэки Артура о войне становятся все навязчивее, и во время одного из них он убивает мальчика во время спарринга. Артур начинает употреблять кокаин для самолечения. Гарнизон переоткрывают, Майкл появляется на пороге Полли. |            |            |               |                |                 |                  |
| 9 | 3          | «Эпизод 3» | Колм МакКарти | Стивен Найт    | 16 октября 2014 | 2.20             |
| Банда нанимает Дигбета Кида, соседского парня, который любит фильмы о ковбоях, чтобы он взял на себя ответственность за азартные игры, что поможет местной полиции выполнить свою квоту на аресты. В тюрьме головорезы Сабини убивают Дигбета Кида, чтобы отомстить Острым козырькам за их вторжение на его территорию. Полли и Майкл пытаются узнать друг друга. Томми и Джон встречаются с Билли Китченом, с которым вместе сражался на войне. Томми говорит Китчену собрать своих людей, чтобы они пошли работать в Камден-Таун на Альфи. Артуру угрожает мать убитого им мальчика. Томми сообщает Кэмпбеллу, что офицеры подшутили над ним и поселили в доме, принадлежащем Мадам, ещё недавно содержавшей притон. Острые козырьки и Майкл идут на аукцион, чтобы купить лошадь, и встречаются с дрессировщиком Мэй Карлтон. По дороге домой они попадают в засаду, устроенную правой руки Сабини. Человек Сабини попытался застрелить Томми, но его остановил и избил Артур. |            |            |               |                |                 |                  |
| 10 | 4          | «Эпизод 4» | Колм МакКарти | Стивен Найт    | 23 октября 2014 | 2.06             |
| Томми встречается со своими ирландскими кураторами и обнаруживает, что их поддерживают Кэмпбелл и Корона. Они заказывают ещё одно дело, но Томми отказывает им. Артур и банда нападают на один из клубов Сабини. Майкл просит Томми дать ему работу. Томми нанимает Мэй, чтобы она дрессировала его лошадь. Томми хочет экспортировать виски в Соединенные Штаты и Канаду, что в настоящее время запрещено. Кокаиновая зависимость Артура начинает выходить из-под контроля, и Томми говорит ему остановиться. Томми навещает Эйду и говорит ей, что создал трастовый фонд для детей Джона и её сына Карла. Альфи и Сабини встречаются и улаживают свои разногласия. Майкл и его чёрный друг Исайя Иисус пытаются выпить в баре, к ним пристает рабочий-расист, начинается драка. Когда Артур и Джон узнают, что к имени Шелби отнеслись неуважительно, они сжигают бар. Томми звонит Грейс в Лондон, но вешает трубку, ничего не сказав, когда на другом конце отвечает мужчина. |            |            |               |                |                 |                  |
| 11 | 5          | «Эпизод 5» | Колм МакКарти | Стивен Найт    | 30 октября 2014 | 2.10             |
| Альфи устраивает Пасхальный седер и приглашает ничего не подозревающего Артура и несколько его людей, которых вскоре жестоко убивают, а Артура отправляют в тюрьму. Кэмпбелл также арестовывает Майкла. Сабини возвращает себе контроль над клубом «Эдем». Томми обнаруживает, что его зарождающаяся империя рушится на его глазах, поскольку его поддержка в Лондоне иссякла. Томми изо всех сил пытается спасти свою семью и вернуть себе преимущество, поскольку предварительный союз разваливается после преждевременной смерти Билли Китчена. Томми ещё больше усложняет свою личную жизнь, сопровождая вернувшуюся Грейс на страстное свидание, при этом Томми состоит в отношениях с Мэй, которая ранее выражала ему свои чувства. Переспав с Томми, Грейс признается, что находится в Лондоне со своим мужем, чтобы лечиться от бесплодия. Кэмпбелл заставляет Полли заняться с ним сексом в обмен на свободу Майкла. Томми пытается разорвать свои романтические отношения с Мэй, хотя он все ещё хочет, чтобы она продолжала тренировать его лошадь. |            |            |               |                |                 |                  |
| 12 | 6          | «Эпизод 6» | Колм МакКарти | Стивен Найт    | 6 ноября 2014   | 2.24             |
| Томми решает разобраться со своими делами на случай преждевременной смерти. Он также встречается с Альфи по поводу деловых контрактов. Альфи вызволяет Артура из тюрьмы. День дерби настал. Полли пытается расплатиться с Майклом, чтобы заставить его уйти. Томми собирает Острых козырьков и дает им задание: без единого выстрела они должны собрать и сжечь лицензии букмекерских контор Сабини и украсть деньги. Томми сталкивается с Грейс, которая сообщает, что беременна от него. Лиззи заманивает фельдмаршала Рассела в конюшню, чтобы Томми убил его для Кэмпбелла, но Томми опаздывает, и Рассел жестоко нападает на Лиззи, прежде чем Томми успевает убить его. Люди Кэмпбелла из Северной Ирландии, трое членов Ольстерских добровольцев, похищают Томми и увозят его на пустое поле, в то время как Полли встречается с Кэмпбеллом и убивает его. Вместо казни Томми один из ольстерских добровольцев убивает двух других и говорит Томми, что Уинстон Черчилль свяжется с ним в будущем. Майкл решает, что хочет участвовать в семейном бизнесе. Томми говорит Майклу, что планирует жениться в будущем. |            |            |               |                |                 |                  |

### Сезон 3 (2016)
| № общий | № в сезоне | Название   | Режиссёр    | Автор сценария | Дата премьеры | Зрители UK (млн) |
| --- | ---------- | ---------- | ----------- | -------------- | ------------- | ---------------- |
| 13 | 1          | «Эпизод 1» | Тим Милантс | Стивен Найт    | 5 мая 2016    | 3.46             |
| Два года спустя, в 1924 году, Томми и Грейс женятся. На свадьбу приглашены Острые козырьки и их родственники, а также семья Грейс. Семья Грейс, состоящая из кавалеристов, ирландских военнослужащих британской армии, с опасением относится к Острым козырькам. У Острых козырьков собрание на кухне, на котором Томми приказывает мужчинам вести себя подобающе. Тем временем беженец из Советской России Антон Каледин вступает в контакт с Острыми козырьками, произнося пароль «Константин» в качестве подтверждения встречи с молодой великой княгиней Татьяной Петровной. Томми сообщает ей, что Каледин назвал неправильное кодовое имя, а это означает, что беженца нужно убить. Артур признается Томми, что не хочет выполнять грязную работу, которую они должны делать, но Томми говорит ему, что у них нет выбора, иначе Томми повесят. В конце концов Артур убивает самозванца. |            |            |             |                |               |                  |
| 14 | 2          | «Эпизод 2» | Тим Милантс | Стивен Найт    | 12 мая 2016   | 2.93             |
| Томми осматривает бронетехнику для заключения сделки со священником Джоном Хьюзом. Томми встречается с господином Романовым, который платит ему сапфиром за убийство Каледина. Висенте Чангретта встречается с Артуром и Джоном, чтобы потребовать объяснений по поводу того, что ресторан его сына Анджело сгорел. Джон угрожает Висенте, а позже избивает Анджело, когда Висенте публично клянётся убить Джона. Во время собрания банды Томми встает на сторону Джона. Позже Скотленд-Ярд доставляет Томми в тюремную камеру, где его приветствует отец Хьюз. Отец Хьюз угрожает убить сына Чарльза, если Томми снова навестит Эйду из-за её коммунистических связей, и говорит, что у него есть лёгкий доступ к семье Томми. Позже Томми находит под подушкой Чарльза карточку с надписью «Чарльз Шелби — RIP». Грейс надевает сапфир Романова на ужин, организованный благотворительным фондом Шелби. Отец Хьюз и Патрик Джарвис сообщают Томми, что русские хотят осмотреть машины. Внезапно один из гостей кричит «За Анджело!» и стреляет Грейс в верхнюю часть груди. Артур, Джон и их младший брат Финн Шелби избивают мужчину до смерти, пока Томми кричит вызвать скорую помощь.                  |            |            |             |                |               |                  |
| 15 | 3          | «Эпизод 3» | Тим Милантс | Стивен Найт    | 19 мая 2016   | 2.70             |
| После похорон Грейс Томми встречается с Полли и Майклом, чтобы дать им список того, что нужно сделать для их «законного» бизнеса. После этого он приказывает Артуру и Джону вернуть Висенте живым и застрелить жену Висенте, но они не хотят её убивать. Во время встречи Острые козырьки понимают, что Томми ушёл, оставив записку, в которой говорится, что его не будет несколько дней. Томми едет в Уэльс с сапфировым ожерельем и спрашивает у цыганки о проклятии. Он оставляет ожерелье цыганке и возвращается домой, немного успокоившись. Артур и Джон добыли Висенте, которому Томми угрожает пытками, но Артур убивает Висенте в голову в качестве милосердия. После того как Эйда помогает в поиске советского осведомителя в Экономической лиге, Томми предлагает ей возглавить будущий офис Острых козырьков в Соединённых Штатах. Затем он прерывает трапезу, устроенную тётей Татьяны, великой княгиней Изабеллой Петровной, чтобы тайно предупредить Татьяну о полученной информации. Татьяна провожает Томми до его машины; он говорит ей, что отец Хьюз предал их, и предлагает убить его бесплатно.                                                                                      |            |            |             |                |               |                  |
| 16 | 4          | «Эпизод 4» | Тим Милантс | Стивен Найт    | 26 мая 2016   | 2.67             |
| На Пасху 1924 года Томми получает известие о смерти Артура-старшего, и Томми сообщает о плане Острым козырькам: их наняли, чтобы предоставить русским оружие, украденное из поезда, для восстания. Им заплатят драгоценностями, но, полагая, что русские предадут его, Томми планирует проникнуть в их хранилище. Жена Артура Линда Шелби говорит Артуру, что она беременна, и хочет, чтобы он прекратил своё дело, что он соглашается сделать после того, как работа с русскими будет закончена. Его неопределённость раздражает Линду, которая требует для Артура большей доли, чтобы они могли вместе переехать в Соединённые Штаты. Полли идёт в церковь в пьяном виде и во время исповеди раскрывает план Томми по убийству отца Хьюза священнику, который, в свою очередь, уведомляет отца Хьюза. Отец Хьюз предотвращает покушение Томми на его жизнь и наблюдает, как его серьёзно избивают охранники. Он унижает Томми, угрожая похитить Чарльза, и заставляет Томми извиниться за неправомерное обвинение перед Татьяной и её семьей в отеле «Ритц». Томми встречается с представителем советского посольства и говорит ему, что отец Хьюз обманывает Советы. Затем он падает от полученных травм. |            |            |             |                |               |                  |
| 17 | 5          | «Эпизод 5» | Тим Милантс | Стивен Найт    | 2 июня 2016   | 2.65             |
| Три месяца спустя Томми выздоровел, и приближается запланированное массовое ограбление русских. Томми привлекает Альфи для оценки драгоценностей русских, разрушая план расплатиться с Томми подделками. Острые козырьки начинают прокладывать туннель под особняком. Томми заключает сделку с Советами, чтобы гарантировать, что оружие в поезде будет бесполезным, что сводит на нет необходимость взрыва поезда и саботирует план по подбрасыванию на место взрыва улик, изобличающих СССР. Это бы вызвало международный скандал и привело к прекращению дипломатических отношений между Великобританией и СССР. Эйда официально присоединяется к Острым козырькам, когда ей предлагают место в их новом офисе в Бостоне. Полли наконец видит свой портрет, после чего её отношения с любовником Рубеном Оливером выходят на новый уровень. После того как ранее выяснилось, что он подвергся насилию со стороны отца Хьюза, Майкл говорит, что он тоже хочет убить священника, но Полли сообщает Томми, что она поставит бизнес на колени, если Майкл станет убийцей. |            |            |             |                |               |                  |
| 18 | 6          | «Эпизод 6» | Тим Милантс | Стивен Найт    | 9 июня 2016   | 2.71             |
| Чарльза похищают. Отец Хьюз требует драгоценности в качестве оплаты, а сам Томми должен взорвать поезд в обмен на благополучное возвращение Чарльза. Томми безоговорочно соглашается. После некоторого расследования он обнаруживает, что Альфи раскрыл планы отцу Хьюзу. Во время конфронтации Майкл убивает соратника Альфи, но отговаривает Томми от убийства Альфи. Выяснив местонахождение Чарльза, Томми отправляет Майкла забрать Чарльза и убить отца Хьюза. В то же время Артур и Джон отправляются взорвать поезд на случай, если Майкл не сможет вовремя спасти Чарльза. Несмотря на то, что Майкл добился успеха, информация об этом не доходит до Острых козырьков вовремя, и поезд взрывают. Тем временем Томми лихорадочно прокладывает туннель и врывается в хранилище русских, похищая множество драгоценностей. Чарльз теперь в безопасности, Томми встречается с Татьяной, которая всё это время была замешана в краже драгоценностей, а теперь планирует увезти свою долю в Вену. Томми возвращается домой, чтобы раздать оставшуюся добычу своим сообщникам, но в конце встречи объявляет, что полиция приехала всех арестовать. Остальных Острых козырьков уводят в наручниках.        |            |            |             |                |               |                  |

### Сезон 4 (2017)
| № общий | № в сезоне | Название                   | Режиссёр     | Автор сценария | Дата премьеры   | Зрители UK (млн) |
| --- | ---------- | -------------------------- | ------------ | -------------- | --------------- | ---------------- |
| 19 | 1          | «Петля» «The Noose»        | Дэвид Кэффри | Стивен Найт    | 15 ноября 2017  | 4.12             |
| Артур, Джон, Майкл и Полли готовятся быть повешенными за свои преступления, но помилование от Томми приходит как раз вовремя, чтобы спасти их жизни. Год спустя Острые козырьки рассеяны и отчуждены друг от друга. Эйда возвращается из Бостона на Рождество и навещает каждого из них: Джон и Эсме продолжают свои отношения, состоящие из секса и ссор; Артур по-прежнему находится под бдительным взглядом своей новой жены Линды; Майкл употребляет кокаин, чтобы оставаться на вершине бизнеса; Полли пьет. Каждый из Острых козырьков получает письмо от сына Висенте, Луки Чангретты, чёрной руки сицилийской мафии Нью-Йорка. Лука убьет каждого в отместку за убийство Висенте. Томми и Эйда пытаются убедить остальных собраться на Рождество. Однако, когда Томми обнаруживает и убивает агента мафии среди своих сотрудников, он понимает, что покушения должны произойти на Рождество, и сообщает об этом остальным членам банды. Майкл едет за Джоном и Эсме, с которыми Томми не смог связаться. Подъезжает телега, и Джона и Майкла изрешечивает град пуль. |            |                            |              |                |                 |                  |
| 20 | 2          | «Дикари» «Heathens»        | Дэвид Кэффри | Стивен Найт    | 22 ноября 2017  | 3.86             |
| Майкл выживает после полученных травм, но Джон убит. Томми и остальные Острые козырьки соглашаются отложить в сторону свои разногласия, пока борются с мафией. Томми предлагает связаться с Аберамой Голдом, наемным убийцей, против чего категорически выступает Полли. Томми не слушается и использует похороны Джона для привлечения Аберамы, чтобы заключить предварительную сделку. В ярости Полли просит Майкла бежать с ней в Австралию, но он отказывается, пока она не поможет Острым козырькам в их нынешнем затруднительном положении. Линда обнаруживает, что Эйда находится под следствием из-за её брака с коммунистом. Аберама соглашается сражаться на стороне Острых козырьков, если они примут его сына Бонни Голда. Увидев, как Бонни нокаутировал человека намного крупнее его, Томми и Артур принимают его в Острые козырьки. Джесси Иден сплачивает сотрудников Томми и убеждает работников фабрики объявить забастовку. Чангретте удается проникнуть в офис Томми на заводе, он угрожает всем членам семьи Шелби. Они соглашаются не вовлекать полицию и не причинять вреда детям или гражданским лицам в своей вендетте.                                                                                             |            |                            |              |                |                 |                  |
| 21 | 3          | «Чёрный Дрозд» «Blackbird» | Дэвид Кэффри | Стивен Найт    | 29 ноября 2017  | 3.96             |
| Итальянцы снова нападают на Острых козырьков. Томми понимает, что Острым козырькам нужно развиваться, если они хотят выжить, но некоторые члены банды не хотят расставаться с традициями. Когда на фабрике в Ланчестере начинается забастовка, люди Чангретты чуть не убивают Артура. Томми наносит личный визит Джесси, чтобы узнать, как произошла эта засада, но его перехитрили, когда Джесси раскрывает нечто, что ей известно о его прошлом. Позже выясняется, что Полли и Чангретта были знакомы в прошлом, и они встречаются в общественном месте, чтобы обсудить дела. Полли утверждает, что отдаст Томми Чангретте, если он пощадит других членов семьи Шелби. |            |                            |              |                |                 |                  |
| 22 | 4          | «Опасная» «Dangerous»      | Дэвид Кэффри | Стивен Найт    | 6 декабря 2017  | 3.87             |
| Артур идёт в дом к женщине, сына которой он убил в боксёрском поединке, ожидая засаду итальянской мафии. Но данная встреча лишь приманка, а настоящая цель - Майкл, все ещё находящийся в больнице. Чангретта щадит Майкла, но повторяет, что ожидает, что Полли выполнит свою часть их соглашения. Позже Чангретту почти убивает Аберама из засады. Томми устраивает драку для Бонни. Посетив Майкла в больнице, Томми уезжает, но за ним следуют Чангретта и его банда. |            |                            |              |                |                 |                  |
| 23 | 5          | «Дуэль» «The Duel»         | Дэвид Кэффри | Стивен Найт    | 13 декабря 2017 | 4.06             |
| Томми ведёт банду Чангретты на Артиллерийскую площадь. Томми заранее подготовился к бою благодаря предупреждению Полли. Он убивает трёх членов банды Чангретты, прежде чем встретиться лицом к лицу с Чангреттой. Однако прибывает полиция и прекращает перестрелку. Лиззи сообщает Томми, что беременна от него. Спрятав Майкла от банды Чангретты, Полли вступает в интимные отношения с Аберамой. Тем временем у армейского полковника есть вопросы к Эйде о её коммунистическом прошлом. Томми и Джесси ужинают в интимной обстановке, пока Томми пытается выведать о контактах Джесси с коммунистами. Почувствовав возможность извлечь выгоду из своего положения, Чангретта направляется в Лондон, чтобы представить Альфи план, как убить семью Шелби на предстоящем поединке по боксу. |            |                            |              |                |                 |                  |
| 24 | 6          | «Компания» «The Company»   | Дэвид Кэффри | Стивен Найт    | 20 декабря 2017 | 4.44             |
| Томми наблюдает за боксёрским поединком с Артуром, который с подозрением относится к секундантам соперника Бонни. Когда один из секундантов покидает арену, Артур следует за ним и, по-видимому, оказывается смертельно ранен в завязавшейся драке. Вдова Чангретты встречается с Томми и заявляет, что вендетта закончится, если он передаст все свои активы Чангретте. Лука и его люди встречаются с оставшимися Острыми козырьками в подвальной винокурне Томми. Томми сообщает Чангретте, что он отправил Майкла в Соединенные Штаты для переговоров с другими американскими мафиози, а также с целью настроить людей Чангретты против него. Артур входит на винокурню и стреляет в Луку (Артур инсценировал свою смерть, чтобы заманить Чангретту в ловушку). Острые козырьки празднуют окончание вендетты в загородном поместье Томми. Томми выясняет отношения с Альфи за его предательство; Альфи сообщает, что у него рак кожи, и он осознавал, что Томми убьет его. Томми связывается с Джесси, чтобы сказать, что хочет ей помочь, и таким образом получает имя её контактов в коммунистической партии. Он передает информацию короне, чтобы заручиться поддержкой своей кампании в члены парламента. Томми побеждает на выборах. |            |                            |              |                |                 |                  |

### Сезон 5 (2019)
| № общий | № в сезоне | Название                         | Режиссёр    | Автор сценария | Дата премьеры    | Зрители UK (млн) |
| --- | ---------- | -------------------------------- | ----------- | -------------- | ---------------- | ---------------- |
| 25 | 1          | «Чёрный вторник» «Black Tuesday» | Энтони Бирн | Стивен Найт    | 25 августа 2019  | 7.41             |
| Артур получает письмо с угрозами от «Ангелов возмездия». Томми отправляет Абераму и Исайю доставить им послание. Финн, стремящийся проявить себя, присоединяется к ним и во время перестрелки получает ранение в руку. Тем временем Майкл, который руководит операциями Острых козырьков в Соединенных Штатах, узнает, что фондовый рынок рухнул, и уезжает в Бирмингем со своей девушкой Джиной. Томми получает известие от Артура об обвале рынка и приходит в ярость, узнав, что Майкл ничего не предпринял, несмотря на указания продать активы. Острые козырьки проводят семейное собрание в Гарнизоне, где Томми рассказывает, что Абераму и Исайю послали убить сутенёра, который шантажировал высокопоставленного члена Палаты лордов. Во время встречи Полли сообщает Томми и Артуру, что Эйда беременна. В Палате общин Томми знакомится с Освальдом Мосли. Журналист Майкл Левитт берет интервью у Томми и задает ему вопросы о его прошлом, чтобы подорвать его имидж как члена парламента, но Томми переигрывает его, угрожая разоблачить гомосексуальность мистера Левитта. Позже мистера Левитта убивают двое мужчин. |            |                                  |             |                |                  |                  |
| 26 | 2          | «Чёрные коты» «Black Cats»       | Энтони Бирн | Стивен Найт    | 26 августа 2019  | 7.22             |
| Томми обнаруживает на своей ферме мины и чучело, одетое как он. Ему звонит агент ИРА капитан Свинг, которая сообщает, что она отбила Майкла у людей, которые якобы хотят убить Томми, и спрашивает, пощадить его или убить; по просьбе Томми Майкла отпускают. Полли и Артур идут на станцию, чтобы встретить Майкла; он представляет Джину как свою новую жену. Полли говорит Майклу, что он не может вернуться домой, пока не расскажет правду о том, что произошло. Томми и Эйда встречаются с Мосли, Томми говорит ему, что Эйда советовала не встречаться с ним, поскольку Мосли, похоже, движется в направлении фашизма. В пабе «Гарнизон» Томми рассказывает Полли о своём сне о чёрной кошке, намекая, что поблизости есть предатель. Майкл рассказывает свою версию истории, и ему, по-видимому, верят. Тем временем в лесу парни Билли стреляют Абераме в плечо и убивают Бонни. Аберама появляется в доме Томми с Джонни Догсом, которого он считает предателем, поскольку он и Ли были единственными, кто знал о местоположении Аберамы. В ярости Лиззи выходит с пистолетом, Томми успокаивает её. |            |                                  |             |                |                  |                  |
| 27 | 3          | «Стратегия» «Strategy»           | Энтони Бирн | Стивен Найт    | 1 сентября 2019  | 7.18             |
| Полли забирает Абераму в цыганский лагерь и говорит ему залечь на дно, но вместо этого Аберама отправляется в Шотландию, чтобы вести войну против парней Билли. Артур, все больше увлекаясь алкоголем и кокаином, соглашается поехать в Шотландию в обмен на информацию об одном из друзей Линды, которого он ослепляет и уродует, когда ему не удается узнать местонахождение Линды. Сама Линда хочет развестись с Артуром, но Лиззи отговаривает её. Лиззи доверяет Томми, соглашаясь вернуться, если Томми позволит исцелить его разум. Майклу продолжают отдавать унижающие достоинство приказы в качестве наказания за потерю состояния Томми, это ситуация почти достигает критической точки. Мосли на встрече с Томми, Артуром и Майклом использует свои рычаги воздействия для прекращения расследования убийства господина Левитта, чтобы вынудить Томми присоединиться к Британскому союзу фашистов, который вскоре будет создан. Томми неохотно соглашается, чтобы проникнуть в их организацию и стать информатором. В Шотландии Аберама и его люди вступают в ожесточенную конфронтацию с парнями Билли, которая в итоге заканчивается тем, что Аберама обливает одного из членов банды горячей смолой и клянется отомстить лидеру банды Джимми МакКаверну за смерть Бонни. На следующее утро МакКаверн и парни Билли совершают набег на лагерь Аберамы, но в результате они всего лишь обнаруживают, что лагерь заминирован гранатами. Взрыв убивает нескольких людей МакКаверна. |            |                                  |             |                |                  |                  |
| 28 | 4          | «Пируэт» «The Loop»              | Энтони Бирн | Стивен Найт    | 8 сентября 2019  | 7.28             |
| Томми и Артур встречаются с Чангом, бизнесменом из китайской триады, чтобы обсудить крайне прибыльную партию опиума. Томми встречается с МакКаверном, чтобы заключить перемирие, особенно учитывая их взаимную связь с Мосли, и использует перемирие для доставки партии опиума. Чтобы сохранить перемирие, Томми заставляет Абераму отложить месть, предлагая взамен брак с Полли. Мосли на встрече с Томми признается, что знает о прошлом Лиззи как проститутки, и в ответ Томми говорит Мосли, что ему известно о связи последнего с его невесткой и мачехой его жены. Томми пытается сохранить своё положение в Палате общин и своё соглашение с Мосли, у него продолжаются галлюцинации о Грейс, что может привести к самоубийству. Он признается Эйде, которая предлагает Томми отказаться от опиума. На частном представлении «Лебединого озера» в поместье Томми Аберама делает предложение Полли, и та соглашается; Майкл говорит Джине, что возьмется за опиумный бизнес Острых козырьков; Артур сталкивается с Линдой, которая пытается застрелить его в отместку за то, что Артур изуродовал её друга, но Полли стреляет в неё. |            |                                  |             |                |                  |                  |
| 29 | 5          | «Потрясение» «The Shock»         | Энтони Бирн | Стивен Найт    | 15 сентября 2019 | 6.79             |
| Томми, Полли и Артур лечат огнестрельное ранение Линды, и когда Линда выздоравливает, она бросает Артура. Мосли использует сцену в конце «Лебединого озера», чтобы произнести страстную речь о появлении фашистского движения в Соединенном Королевстве, эту речь слышит вся семья Шелби. Томми пытается передать информацию и доказательства колеблющемуся полковнику Бену Янгеру, который сообщает ему, что и правительство, и Министерство обороны, и Отдел Д поддерживают Мосли, поскольку считают его оплотом против возможного коммунистического восстания. Когда Артур уходит с уликами, Бена погибает от бомбы в его машине. Взрыв также унес жизнь ребёнка, игравшего в футбол на улице. Томми сообщает Эйде о смерти Бена, который, в свою очередь, говорит, что Бен не знал, что Эйда беременна от него. Артур, дядя Чарли Стронг, Керли, Аберама и Исайя направляются на встречу с Чангом и загружают опиум в свою лодку, но по прибытии попадают в засаду неизвестных людей, которым стало известно о сделке Чанга с Томми. Томми навещает Барни Томасона, старого товарища по Великой войне, запертого в сумасшедшем доме. Он помогает Барни сбежать в обмен на убийство Мосли. |            |                                  |             |                |                  |                  |
| 30 | 6          | «Мистер Джонс» «Mr Jones»        | Энтони Бирн | Стивен Найт    | 22 сентября 2019 | 7.30             |
| Томми вызывает в Палату общин Черчилль и спрашивает о принадлежности Томми к фашистской партии; Томми сообщает ему, что он лишь внедрился в партию. На встрече Майкл и Джина пытаются предложить полную реструктуризацию компании «Острые козырьки», но Томми отказывается. Позже Полли уходит из компании. Томми и Артур казнят Микки, бармена Гарнизона, после того, как выясняется, что именно он сообщил как о встрече Бена с Томми перед его смертью, так и о засаде в Лондоне. Затем Томми едет в Маргейт для просьбы о помощи у Альфи, чтобы устроить мятеж на митинге Мосли в качестве прикрытия убийства. Финн случайно раскрывает план убийства Билли Грейду, организатору подставных футбольных матчей. На митинге Томми спасает Джесси от ареста. Когда Барни и Аберама готовятся убить Мосли и МакКаверна соответственно, их убивают неизвестные. Митинг Мосли увенчался успехом, поскольку после этого Томми оказывается психологически сломлен. На следующий день мучения из-за событий прошлой ночи и призрак Грейс доводят Томми до крайности, он кричит, приставив пистолет к голове. |            |                                  |             |                |                  |                  |

### Сезон 6 (2022)
| № общий | № в сезоне | Название                         | Режиссёр    | Автор сценария | Дата премьеры   | Зрители UK (млн) |
| --- | ---------- | -------------------------------- | ----------- | -------------- | --------------- | ---------------- |
| 31 | 1          | «Чёрный день» «Black Day»        | Энтони Бирн | Стивен Найт    | 27 февраля 2022 | н/д              |
| После попытки самоубийства Томми ему звонит капитан Свинг, который берет на себя ответственность за срыв попытки убийства Мосли. Она возвращает тела Полли, Аберамы и Барни, убитых во время покушения. Вся семья Шелби собирается на похороны Полли, а Майкл клянется отомстить Томми за его роль в смерти Полли. В 1933 году, четыре года спустя, Томми, ведущий трезвый образ жизни, на острове Микелон назначает встречу с отдалившимся Майклом и деловыми партнёрами Джека Нельсона, лидера южно-бостонской банды и дяди Джины. После безуспешных переговоров о возобновлении бизнеса Томми сдает Майкла, тот попадает в тюрьму за хранение опиума. Тем временем в Смолл-Хит наркотическая зависимость Артура продолжает усугубляться после смерти Полли. Лиззи звонит Томми и сообщает, что она, Чарльз и их дочь Руби не могут поехать в Канаду из-за внезапной болезни Руби. Полагая, что её болезнь связана с цыганством, Томми решает вернуться в Англию. Примечание: этот эпизод был посвящен Хелен МакКрори, и вместо музыки в финальных титрах прозвучала песня самца дрозда. |            |                                  |             |                |                 |                  |
| 32 | 2          | «Чёрная рубашка» «Black Shirt»   | Энтони Бирн | Стивен Найт    | 6 марта 2022    | н/д              |
| Томми, все ещё член парламента от лейбористской партии, возвращается в Англию, и ему сообщают, что Руби выздоравливает. У Томми случается припадок в ванной, и Лиззи убеждает его обратиться к врачу, но тот отказывается. После того как Джек Нельсон проявляет интерес к встрече с фашистами, Томми видит возможность в союзе с капитаном Свингом. Он навещает Альфи и рассказывает о смерти его дяди в клубе «Коттон» в Нью-Йорке от рук банды Джека Нельсона. После напряженной встречи с Мосли и его любовницей Дайаной Митфорд Томми встречается с Джеком Нельсоном и соглашается передать информацию о политических делах Англии банде Нельсона в обмен на то, что Томми сможет продавать свой опиум в Бостоне. Томми узнаёт, что Руби снова заболела, и решает связаться с Эсме. |            |                                  |             |                |                 |                  |
| 33 | 3          | «Золото» «Gold»                  | Энтони Бирн | Стивен Найт    | 13 марта 2022   | н/д              |
| Когда Руби заболевает чахоткой и лечится золотом, Томми отправляется на поиски источника проклятия, которое, по его мнению, было наложено на его семью, и в конце концов воссоединяется с Эсме. Эйда берет на себя обязанности Томми в Бирмингеме и встречается с Мосли, Дианой, Джеком Нельсоном и Джиной. Тем временем Артур направляется в Ливерпуль, чтобы противостоять Хайдену Стэггу. Томми обнаруживает, что у человека, которому он подарил проклятый сапфир (когда-то принадлежавший Грейс, которая умерла после того, как Томми подарил сапфир ей) была дочь, умершая в возрасте семи лет, что побудило Томми поверить, что именно эта женщина прокляла Руби в отместку. Томми возвращается в Бирмингем и идёт прямо в больницу, где находится Руби. Лиззи встречает его у входа и говорит, что лечение солями золота не помогло, и Руби умерла. |            |                                  |             |                |                 |                  |
| 34 | 4          | «Сапфир» «Sapphire»              | Энтони Бирн | Стивен Найт    | 20 марта 2022   | н/д              |
| После похорон Руби Томми отправляется в лес, чтобы отомстить женщине, которая, по его мнению, наложила на Руби цыганское заклятие. После убийства Томми узнает, что у него есть сын Дюк, который был зачат до того, как Томми ушёл на войну. У себя дома Томми снова встречается с Лорой МакКей, Освальдом Мосли и Джеком Нельсоном, чтобы решить политические вопросы. После встречи Томми обнаруживает, как Джина занимается сексом с Мосли. Это событие является поводом для шантажа Джины: Томми не говорит про это её дяде Джеку Нельсону, а Джина должна рассказать Томми все о поездке Мосли в Берлин и встрече с высокопоставленными немецкими политиками. К Томми приезжает врач и говорит ему о том, что у Томми в результате обследования обнаружена туберкулёма, являющаяся неоперабельной из-за своего расположения. |            |                                  |             |                |                 |                  |
| 35 | 5          | «Дорога в ад» «The Road to Hell» | Энтони Бирн | Стивен Найт    | 27 марта 2022   | н/д              |
| Томми собирает семейный совет, на котором представляет Острым козырькам своего сына Дюка — безграмотного парня, умеющего воровать. В церкви Томми встречается с Линдой и за деньги просит её присмотреть за Артуром. Лиззи подозревает, что с Томми что-то не так, но тот ей не сообщает о болезни. Артур заставляет Билли убить футбольного судью, который отказался участвовать в махинациях. После убийства к Билли в бане приходит Джек Нельсон и требует, чтобы тот выдал ему Артура, пока люди Нельсона будут заниматься Томми. Тем временем, на баржу к Томми прибывает Диана Митфорд (будущая жена Освальда Мосли), и они занимаются любовью. Джек Нельсон, перед тем как вернуться в Америку, приезжает домой к Томми, к ним присоединяются Освальд Мосли и Диана Митфорд, которая за столом целенаправленно при всех сообщает, насколько Лиззи повезло иметь то, что она попробовала однажды. Лиззи в гневе убегает из-за стола. В тюрьму к Майклу приходят люди Нельсона и предлагают сделку: Нельсон освобождает Майкла, а тот должен убить Томми. Посовещавшись во сне с Полли, Майкл соглашается. |            |                                  |             |                |                 |                  |
| 36 | 6          | «Замок и ключ» «Lock and Key»    | Энтони Бирн | Стивен Найт    | 3 апреля 2022   | н/д              |
| Майкла выпускают из тюрьмы, и он начинает готовить план по убийству Томми. Артур самостоятельно обнаруживает снимок, на котором видно, что у Томми туберкулёма: в гневе от того, что тот ему не сказал, он хочет задушить своего брата, но вскоре поддается эмоциям, обнимает его и готов выполнять команды. Томми собирает встречу, на которую, в том числе, приходят Финн, Билли и Дюк. В ходе встречи Дюк понимает, что Билли завербован, и собирает информацию по Артуру. Томми отдает приказ всем участникам собрания вывезти вещи из его особняка, который он собирается покидать, в то время как Артур будет ужинать в ресторане, отмечая годовщину свадьбы с женой. Прибыв в особняк Томми, Дюк говорит Финну, чтобы тот убил Билли по требованию Томми, и дает ему пистолет. Финн отказывается убивать Билли, и наводит пистолет на Исайю и Дюка, но, к счастью, пистолет не заряжен. Дюк убивает Билли и заявляет Финну, что тот больше не является членом Острых козырьков. В то же время в ресторан к Артуру прибывает капитан Свинг и её люди, чтобы убить самого Артура, однако попадают в ловушку, устроенную Артуром, Чарли Стронгом и Иеремией «Джимми» Иисусос, в результате которой люди капитана Свинг погибают, а саму Свинг убивает Артур, отомстив за Полли. На остров Микелон раньше Томми прибывает Майкл, чтобы устроить тому ловушку: подложив в машину динамит, Майкл хочет взорвать его, как только Томми в неё сядет. Томми прилетает на остров и садится в машину, происходит взрыв. Однако Томми не погибает: Джонни Догс переложил бомбу, и в итоге она оказалась в той, где сидели люди Нельсона. Томми хладнокровно убивает Майкла, после чего возвращается в Англию, подрывает свой особняк, и трогательно произносит последнюю речь перед семьей, сообщая, что вынужден уехать на время. За столом отсутствует Артур, на вопрос Томми, где его брат, Линда говорит, что ловит форель, а там, куда отправляется Томми, он окажется очень скоро. Спустя месяц Томми в одиночку оказывается в сельской местности, где пытается совершить самоубийство. В последний момент появляется Руби, которая говорит Томми, что он не болен и должен жить, но для этого ему необходимо развести костер, чтобы согреться. Томми подходит к костру и видит клочок газеты с фотографией свадьбы Дианы Митфорд и Освальда Мосли, на которой также присутствует доктор, поставивший Томми фальшивый неутешительный диагноз. Томми находит доктора, но решает не убивать его, говоря о том, что наконец-то наступил мир. В это же время человек доктора поджигает фургон Томми, где хранились все его важные фотографии, воспоминания и дорогие вещи. Томми видит это, но садится на белую лошадь и скачет вдаль. |            |                                  |             |                |                 |                  |

## Создание
Первый сезон «Острых козырьков» вышел на экраны в 2013 году. 8 ноября 2014 года руководство телеканала BBC объявило, что продлевает сериал на третий сезон, который стартовал 5 мая 2016 года.
26 мая 2016 года BBC продлил сериал сразу на два сезона (четвёртый и пятый). 5 мая 2018 года Стивен Найт сказал, что «мы определённо будем делать шестой сезон и, вероятно, сделаем седьмой». Найт указал, что как только сериал будет завершён, за ним может последовать фильм или спин-офф.
В январе 2021 года было объявлено, что шестой сезон телесериала «Острые козырьки» станет финальным. Премьера шестого сезона состоялась 27 февраля 2022 года и завершилась 3 апреля 2022 года. Вместо прежде планируемого седьмого сезона будет снято полнометражное продолжение.

## Награды
| Год  | Награда                                                   | Категория                                                                      | Номинант(ы)                                                  | Результат |
| ---- | --------------------------------------------------------- | ------------------------------------------------------------------------------ | ------------------------------------------------------------ | --------- |
| 2014 | BAFTA Television Craft Awards                             | Лучшая режиссура художественного произведения                                  | Отто Баферст                                                 | Победа    |
| 2014 | BAFTA Television Craft Awards                             | Лучшая музыка к телесериалу                                                    | Мартин Фиппс                                                 | Номинация |
| 2014 | BAFTA Television Craft Awards                             | Лучшая операторская работа и работа со светом в художественном произведении    | Джордж Стил                                                  | Победа    |
| 2014 | BAFTA Television Craft Awards                             | Лучшая работа художника-постановщика                                           | Грант Монтгомери                                             | Номинация |
| 2014 | BAFTA Television Craft Awards                             | Лучший звук в художественном произведении                                      | Стюарт Хилликер, Брайан Милликен, Мэттью Скелдинг, Ли Уолпол | Номинация |
| 2014 | BAFTA Television Craft Awards                             | Лучшие визуальные эффекты                                                      | Bluebolt (VFX), Rushes (Colourist)                           | Номинация |
| 2014 | Biarritz International Festival of Audovisual Programming | Лучший актёр в сезоне или сериале                                              | Киллиан Мёрфи                                                | Победа    |
| 2014 | Biarritz International Festival of Audovisual Programming | Лучшая актриса в сезоне или сериале                                            | Хелен Маккрори                                               | Победа    |
| 2014 | Biarritz International Festival of Audovisual Programming | Лучшая музыка в сезоне или сериале                                             | Мартин Фиппс                                                 | Победа    |
| 2014 | Crime Thriller Awards UK                                  | Лучшая актриса второго плана                                                   | Хелен Маккрори                                               | Номинация |
| 2014 | RTS Programme Awards                                      | Лучший драматический сериал                                                    | «Острые козырьки»                                            | Победа    |
| 2014 | RTS Craft & Design Awards                                 | Лучший дизайн костюмов в драматическом сериале                                 | Стефани Колли                                                | Победа    |
| 2014 | RTS Craft & Design Awards                                 | Лучший макияж в драматическом сериале                                          | Лаура Скьяво                                                 | Номинация |
| 2014 | RTS Craft & Design Awards                                 | Лучшая работа художника-постановщика в драматическом сериале                   | Грант Монтгомери                                             | Номинация |
| 2014 | RTS Craft & Design Awards                                 | Награда судей                                                                  | «Острые козырьки»                                            | Победа    |
| 2014 | Televisual Bulldog Awards                                 | Лучшая односерийная или многосерийная драма                                    | «Острые козырьки»                                            | 2-е место |
| 2014 | Writers' Guild of Great Britain Awards                    | Лучшая одночасовая телевизионная драма (сериал)                                | Стивен Найт                                                  | Номинация |
| 2015 | BAFTA Television Awards                                   | Лучший драматический сериал                                                    | «Острые козырьки»                                            | Номинация |
| 2015 | BAFTA Television Craft Awards                             | Лучший макияж и причёски                                                       | Лаура Скьяво                                                 | Номинация |
| 2015 | BAFTA Television Craft Awards                             | Лучшая операторская работа и работа со светом в художественном произведении    | Саймон Дэннис                                                | Номинация |
| 2015 | BAFTA Television Craft Awards                             | Лучшая работа художника-постановщика                                           | Грант Монтгомери                                             | Номинация |
| 2015 | Irish Film and Television Awards (IFTA)                   | Лучший актёр главной роли в драматическом сериале                              | Киллиан Мёрфи                                                | Номинация |
| 2015 | Irish Film and Television Awards (IFTA)                   | Лучший дизайн костюмов                                                         | Лорна Мари Муган                                             | Победа    |
| 2015 | Irish Film and Television Awards (IFTA)                   | Лучшая режиссура драматического телесериала                                    | Колм МакКарти                                                | Номинация |
| 2015 | RTS Programme Awards                                      | Лучший драматический сериал                                                    | «Острые козырьки»                                            | Номинация |
| 2015 | RTS Craft & Design Awards                                 | Лучшая операторская работа драматического телесериала                          | Саймон Дэннис                                                | Номинация |
| 2015 | Astra Awards                                              | Лучший драматический сериал — международный                                    | «Острые козырьки»                                            | Номинация |
| 2015 | Guild of Music Supervisors Awards                         | Лучший музыкальный супервайзер                                                 | Амелия Хартли                                                | Номинация |
| 2015 | The British Screenwriters' Awards                         | Лучший британский сценарий криминального жанра                                 | Стивен Найт                                                  | Номинация |
| 2016 | British Screenwriters' Awards                             | Лучший сценарий драматического телесериала                                     | Стивен Найт                                                  | Победа    |
| 2016 | TV Choice Awards                                          | Лучший драматический сериал                                                    | «Острые козырьки»                                            | Номинация |
| 2016 | TV Choice Awards                                          | Лучший актёр                                                                   | Киллиан Мёрфи                                                | Номинация |
| 2016 | TV Choice Awards                                          | Лучший актриса                                                                 | Хелен Маккрори                                               | Номинация |
| 2017 | National Television Awards                                | Самая популярная историческая драма                                            | «Острые козырьки»                                            | Номинация |
| 2017 | National Television Awards                                | Самый популярный актёр драматического жанра                                    | Киллиан Мёрфи                                                | Номинация |
| 2017 | Irish Film and Television Awards (IFTA)                   | Лучший актёр главной роли в драматическом сериале                              | Киллиан Мёрфи                                                | Победа    |
| 2017 | BAFTA Television Awards                                   | Лучший драматический сериал                                                    | «Острые козырьки»                                            | Победа    |
| 2018 | BAFTA Television Craft Awards                             | Лучший дизайн костюмов                                                         | Элисон МакКош                                                | Номинация |
| 2018 | BAFTA Television Craft Awards                             | Лучший монтаж художественного произведения                                     | Дэн Робертс                                                  | Номинация |
| 2018 | BAFTA Television Craft Awards                             | Лучший макияж и дизайн причёсок                                                | Лаура Скьяво                                                 | Номинация |
| 2018 | BAFTA Television Craft Awards                             | Лучший звук в художественном произведении                                      | Форб Нунен, Бен Норрингтон, Джим Годдард, Грант Бриджмен     | Номинация |
| 2018 | BAFTA Television Craft Awards                             | Лучший сценарий драматического телесериала                                     | Стивен Найт                                                  | Номинация |
| 2018 | TV Choice Awards                                          | Лучший драматический сериал                                                    | «Острые козырьки»                                            | Победа    |
| 2018 | TV Choice Awards                                          | Лучший актёр                                                                   | Киллиан Мёрфи                                                | Победа    |
| 2018 | TV Choice Awards                                          | Лучший актриса                                                                 | Хелен Маккрори                                               | Номинация |
| 2018 | Irish Film and Television Awards (IFTA)                   | Лучшая режиссура                                                               | Дэвид Кэффри                                                 | Номинация |
| 2018 | Irish Film and Television Awards (IFTA)                   | Лучший актёр главной роли                                                      | Киллиан Мёрфи                                                | Победа    |
| 2018 | Irish Film and Television Awards (IFTA)                   | Лучшая актриса второго плана                                                   | Чарли Мёрфи                                                  | Победа    |
| 2018 | Irish Film and Television Awards (IFTA)                   | Лучший киномонтаж                                                              | Дермот Дискин                                                | Номинация |
| 2018 | Irish Film and Television Awards (IFTA)                   | Лучшая операторская работа                                                     | Катал Уоттерс                                                | Номинация |
| 2018 | Banff Rockie Awards                                       | Драматический сериал на английском языке                                       | «Острые козырьки»                                            | Победа    |
| 2019 | National Television Awards                                | Лучший драматический сериал                                                    | «Острые козырьки»                                            | Победа    |
| 2019 | National Television Awards                                | Лучшая драматическая роль                                                      | Киллиан Мёрфи                                                | Номинация |
| 2019 | RTS Programme Awards                                      | Лучший драматический сериал                                                    | «Острые козырьки»                                            | Номинация |
| 2019 | American Society of Cinematographers Awards               | Выдающиеся достижения в области кинематографии для некоммерческого телевидения | Катал Уоттерс (Эпизод «Компания»)                            | Номинация |
| 2020 | National Television Awards                                | Лучший драматический сериал                                                    | «Острые козырьки»                                            | Победа    |
| 2020 | National Television Awards                                | Лучшая драматическая роль                                                      | Киллиан Мёрфи                                                | Победа    |
| 2020 | BAFTA Television Craft Awards                             | Лучший макияж и дизайн причёсок                                                | Лаура Скьяво                                                 | Победа    |
| 2020 | Irish Film and Television Awards (IFTA)                   | Лучший актёр главной роли                                                      | Киллиан Мёрфи                                                | Номинация |
| 2020 | Irish Film and Television Awards (IFTA)                   | Лучшая режиссура                                                               | Энтони Бирн, Caryn Mandabach Productions                     | Номинация |
| 2020 | TV Choice Awards                                          | Лучший драматический сериал                                                    | «Острые козырьки»                                            | Победа    |
| 2020 | Venice TV Award                                           | Лучший телевизионный сериал                                                    | «Острые козырьки»                                            | Номинация |

## Саундтрек
Лейтмотивом сериала выбрана композиция «Red Right Hand» рок-группы Nick Cave and the Bad Seeds.

## Исторические ошибки в сериале
Действие сериала начинается в 1919 году в китайском квартале Бирмингема. На самом деле китайцы в Бирмингеме появились только после Второй мировой войны, а сам китайский квартал возник лишь в 1960-х.
В одной из сцен первого сезона героиня смотрит в кинотеатре фильм, главную роль в котором играет Рудольфо Валентино. Рудольфо Валентино свою первую главную роль сыграл только в 1921 году (действие происходит в 1919), в фильме «Четыре всадника апокалипсиса».
По сюжету первого сезона, коммунистам Бирмингема передает деньги атташе советского посольства (в сериале оно названо Russian Embassy). В 1919 году Великобритания ещё не имела дипломатических отношений с Советской Россией (они были установлены только в 1924 году). Более того, в 1919 Великобритания признавала официальным правительством России антибольшевистское правительство Колчака.
Одна из героинь признается, что любит танец чарльстон, который стал популярен в США в 1923 году.
В сцене балета «Лебединое озеро» в доме Шелби балерина держит руки отведенными за спину. Такой стиль исполнения появился благодаря Майе Плисецкой и стал массово использоваться только после Второй мировой войны.
В трейлере финального шестого сезона показан стрелок в советском противогазе ГП-7, прототип которого появился лишь в 1979 году.
В шестом сезоне в пепельницах главных героев появились окурки с сигаретным фильтром, хотя фильтр у сигарет появился в 1950-х годах, а действие происходит в 1933 г.